# Волянський Іван Якович
оте́ць Іва́н Якович Воля́нський (2 липня 1857, с. Яблунів, нині Гусятинського району — 2 серпня 1926, с. Дичків, нині Тернопільського району) — український церковний і громадський діяч в Галичині та США. Перший греко-католицький священник у США (з 1884 душпастир в Шенандоа у Пенсільванії), збудував тут першу греко-католицьку церкву; 1887 заснував тижневу газету «Америка»; 1896—1898 місіонер у Бразилії, з 1918 на Холмщині.

## Життєпис

### Походження і навчання
Іван Волянський народився 2 липня 1857 року в селі Яблунів (Австрійська імперія, нині Гусятинського району, Тернопільська область, Україна) поблизу міста Копичинці Тернопільської області. Був шостим із семи дітей о. Якова Волянського, пароха в Яблунові (1802–1884), і його дружини Теклі, з дому Мацелинської.
У 1875 році закінчив державну гімназію в Тернополі. Потім навчався у Львівській духовній семінарії, а на богослов'я переведений до Греко-католицької центральної семінарії у Відні (1875–1877). Також — у Віденському університеті. Висвячений на одруженого священика в 1880 році. По священичих свяченнях був сотрудником на парафіях в Крилосі (1880–1881), Настасові (1882–1883) і Ниркові (1883–1884).

### Місійна праця в США
1884 року виїхав на місійну працю в США (разом з ним запрошення прибути до Америки одержав й Іван Франко, але не скористався ним). Засновник і священик (1886–1889) першої в США греко-католицької церкви св. Михаїла у м. Шенандоа (штат Пенсильванія). Від 1887 — голова «Сполучення братств руських». Організатор громадського, культурного та економічного життя українських громад. Видавець і редактор (1886–1887) першої української газети за океаном «Америка», редактором якої був, зокрема, Володимир Сіменович.

### Галичина і Бразилія
1889 року повернувся до Галичини і отримав парафію в селі Острівець біля Теребовлі, на якій був парохом до 1913 року. В 1896–1898 о. Волянський відвідував українські поселення Бразилії з метою вивчення умов життя майбутніх переселенців. Там, у Ріо де Жанейро, померла на жовту пропасницю його дружина, яка завжди була йому вірною помічницею. В газеті «Свобода» (ч. 12, 1897) подав обширні відомості про місцевості з убивчим кліматом у Бразилії як осторогу, куди не треба їхати.

### Останні роки життя
Згодом як теребовлянський декан (1906–1913) організовував читальні, хори, філії товариства «Просвіта», кооперативи. Голова Надзірної ради позичкової каси «Поміч» у Теребовлі. 1913 року став парохом в с. Дичків Тернопільського деканату. 1918 року призначений до місії на Холмщині, Волині, Білорусі.
У вересні 1919 року його як українського патріота і активного діяча на національно-просвітницькій ниві представники польської влади вивезли до концентраційного табору в Модліні біля Варшави, звідки був звільнений лише після піврічного перебування.
Помер 2 серпня 1926 року в селі Дичкові (нині Тернопільського району) і там похований.